# De-Loused in the Comatorium
De-Loused in the Comatorium är ett musikalbum av The Mars Volta och släpptes i juni 2003. Albumet är utformat som ett konceptalbum och handlar om musikern Julio Venegas, en vän till bandet som tog livet av sig 1996.
Vid inspelningarna av albumet hade inte The Mars Volta någon basist, som gästmusiker hade de därför Michael "Flea" Balzary (från Red Hot Chili Peppers) samt Justin Meldal-Johnsen på kontrabas på "Televators". John Frusciante, också han från Red Hot Chili Peppers, spelade gitarr, synthesizer och sjöng bakgrundssång på "Cicatriz ESP".
Albumet nådde 39:e plats på Billboard 200.
Albumet har influenser av flera genrer, bland annat alternativ rock, psykedelisk rock, latin jazz, punkrock och bluesrock.

## Låtlista
1. "Son et Lumiere" - 1:35
2. "Inertiatic ESP" - 4:24
3. "Roulette Dares (The Haunt Of)" - 7:31
4. "Tira Me a las Arañas" - 1:29
5. "Drunkship of Lanterns" - 7:06
6. "Eriatarka" - 6:20
7. "Cicatriz ESP" - 12:29
8. "This Apparatus Must Be Unearthed" - 4:58
9. "Televators" - 6:19
10. "Take the Veil Cerpin Taxt" - 8:42
11. "Ambuletz" - 7:03 (bonuslåt för Storbritannien, finns också på några av de svenska utgåvorna)